# 후벵 핀투
후벵 하파엘 멜루 시우바 핀투(Rúben Rafael Melo Silva Pinto, 1992년 4월 24일, 오디벨라스 ~)는 포르투갈의 축구 선수로, 현재 넴제티 버이녹샤그 I의 페헤르바르 FC에서 미드필더로 활약하고 있다.

## 클럽 경력
핀투는 14세의 나이로 SL 벤피카의 유소년팀에 입단하였다. 그는 최근 두시즌동안 리저브 팀에서 29골을 기록하였다. 2011년 7월, 그는 프리시즌을 앞두고 SL 벤피카 1군에 합류하였다.

틀:페헤르바르 FC 선수 명단